# Kostel svatého Vojtěcha (Vlčice)
Kostel svatého Vojtěcha je římskokatolický orientovaný filiální, dříve farní kostel v obci Vlčice. Patří do arciděkanství Trutnov I. Je chráněn od 3. 5. 1958 jako kulturní památka České republiky. Areál vesnického kostela s kořeny ve druhé polovině 13. století je urbanistickou dominantou obce. Na hřbitově hrobka majitelů zámku, několik náhrobníků z 19. století včetně jednoho vojenského z roku 1866.

## Historie
Gotická stavba, připomínaná roku 1365, několikrát přestavovaná. 

## Architektura
Jednolodní obdélníková stavba s pravoúhlým raně gotickým presbytářem , polygonální kaplí z roku 1614 na severozápadním nároží, barokní věží na jižní straně a pozdně barokní sakristií na východní straně. Původní jižní portál je raně gotický. V renesanci prodlužovaná loď je sklenuta valenou klenbou s lunetami a hřebínky. V kapli jsou náhrobníky Kryštofa Zilvára a Magdaleny z Valdštejna z roku 1570. Brána na hřbitov s obydlím v patře je renesanční. 

## Bohoslužby
Pravidelné bohoslužby se v kostele nekonají.